# Kesebotten
Kesebotten är ett naturreservat i Årjängs kommun i Värmlands län.
Området är naturskyddat sedan 1998 och är 197 hektar stort. Reservatet omfattar Yxnetjärnen, norra delen av Mögsjön, höjder och våtmarker. Reservatet består av granskog, tall på  mossar och lövsumpskog. 